# The Public Enemy
The Public Enemy is een Amerikaanse misdaadfilm uit 1931 onder regie van William A. Wellman.

## Verhaal
De armlastige kruimeldieven Tom Powers en Matt Doyle zijn vrienden uit Ierland. Ze verleggen hun grenzen en als criminelen stuiten ze op de zware jongens Paddy Ryan en Samuel Nathan. Ze worden berucht!

## Rolverdeling
| Acteur                 | Personage    |
| ---------------------- | ------------ |
| James Cagney           | Tom Powers   |
| Jean Harlow            | Gwen Allen   |
| Edward Woods           | Matt Doyle   |
| Joan Blondell          | Mamie        |
| Donald Cook            | Mike Powers  |
| Leslie Fenton          | Nails Nathan |
| Beryl Mercer           | Ma Powers    |
| Robert Emmett O'Connor | Paddy Ryan   |
| Murray Kinnell         | Putty Nose   |